# Sülzfeld (Bad Rodach)
Sülzfeld ist ein Gemeindeteil der Stadt Bad Rodach im oberfränkischen Landkreis Coburg.

## Lage
Das Dorf liegt zwischen Breitenau und der bayerischen Landesgrenze zu Thüringen am Fohlenbach, einem Zufluss der Rodach, etwa elf Kilometer nordwestlich von Coburg und acht Kilometer südlich von Bad Rodach. Die Gemarkungsgrenze entspricht im Südwesten der Landesgrenze zu Thüringen, Die Kreisstraße CO 18 nach Ottowind führt durch den Ort. Außerdem beginnt in Sülzfeld eine Gemeindeverbindungsstraße durch den Callenberger-Forst nach Schlettach.

## Geschichte
Grabstätten aus vorgeschichtlicher Zeit in der Gegend um Sülzfeld belegen Siedlungsanfänge ab 4000 vor Christus. Nach Schenkungsurkunden des Klosters Fulda soll ein Graf Mallo im Jahr 788 „Sulzifeld“ dem Kloster übertragen haben. Allerdings gibt es auch ein Sulzfeld bei Königshofen und ein Sülzfeld bei Meiningen. Endgültige Beweise, um welchen Ort es sich handelt, gibt es nicht. Die erste urkundliche Erwähnung, die sich eindeutig auf dieses Sülzfeld bezieht, erfolgte 1284. Die Grafen Hermann und Poppo von Henneberg verpfändeten damals ein hennebergisches Eigengut in Sülzfeld an Konrad von Streufdorf.
1353 kam Sülzfeld mit dem Coburger Land im Erbgang zu den Wettinern und war somit ab 1485 Teil des Kurfürstentums Sachsen, aus dem später das Herzogtum Sachsen-Coburg hervorging. 1444 wurden in einem Lehensvertrag zwischen den Landesherren Markgraf Friedrich I. und Wilhelm II. einerseits und Wilhelm von Bibra, Barbara von Heßberg und Erhard von Weyers andererseits unter anderem Güter zu Sülzfeld als Lehen gegeben.
Zu Beginn des Dreißigjährigen Krieges hatte Sülzfeld 70 Einwohner, 1650 lebten noch 25 Personen in dem Ort. Vor dem Dreißigjährigen Krieg hatten Peter und Agathe von Redwitz die Dorfherrschaft. Nach deren Tod fielen die Lehnsgüter an den Landesherrn Herzog Johann Casimir von Sachsen-Coburg zurück. Der gab dem Gymnasium in Coburg acht Höfe zu Lehen. Die Höfe mussten bis zur Ablösung im Jahr 1853 zum Unterhalt des Gymnasiums Abgaben in Geld und Naturalien leisten. Im Jahr 1857 hatte Sülzfeld 140 Einwohner, die in 28 Wohngebäuden lebten. Außerdem gab es 31 Nebengebäude. Die 18 Landwirte betrieben vor allem Ackerbau. Daneben wurden auch Hopfen und Flachs angebaut.
Sülzfeld gehörte nach dem Dreißigjährigen Krieg zum Kirchsprengel Gauerstadt, wo auch anfangs die Schule war. 1711 gründete Sülzfeld mit Mährenhausen einen Schulverband. Zwischen den beiden Dörfern wurde jeweils in vier Jahren der Unterrichtsort gewechselt. Ein neues Schulhaus baute die Gemeinde 1832, das 1833 fertiggestellt war. 1894 wurden dort 21 Sülzfelder Schüler unterrichtet.
In einer Volksbefragung am 30. November 1919 stimmte ein Sülzfelder Bürger für den Beitritt des Freistaates Coburg zum thüringischen Staat, 18 stimmten dagegen. Somit gehörte ab dem 1. Juli 1920 Sülzfeld zum Freistaat Bayern.
Am 11. April 1945 wurden aus Stellungen in Sülzfeld US-amerikanische Einheiten durch deutsches Maschinengewehrfeuer angegriffen. US-amerikanische Panzer und Granatwerfer mit Phosphorgranaten schossen Sülzfeld anschließend in Brand. Neun amerikanische und zehn deutsche Soldaten sowie ein Flüchtlingsehepaar starben bei den Kämpfen. Acht Anwesen und die Schule wurden zerstört.
Von 1945 bis 1989 trennte die innerdeutsche Grenze den Ort von seinem thüringischen Nachbarort Bad Colberg.
Am 1. Januar 1972 wurde Sülzfeld nach Rodach bei Coburg eingemeindet. Damaliger Bürgermeister war Waldemar Taubmann.

## Einwohnerentwicklung
| Jahr | Einwohnerzahl |
| ---- | ------------- |
| 1618 | 70            |
| 1678 | 30            |
| 1857 | 140           |
| 1910 | 98            |
| 1933 | 90            |
| 1939 | 92            |
| 1972 | 84            |
| 2005 | 64            |